# Johanneskirche (Friedrichsgabe)

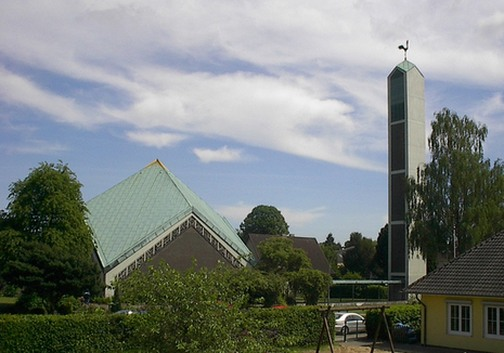
Johanneskirche (Friedrichsgabe)

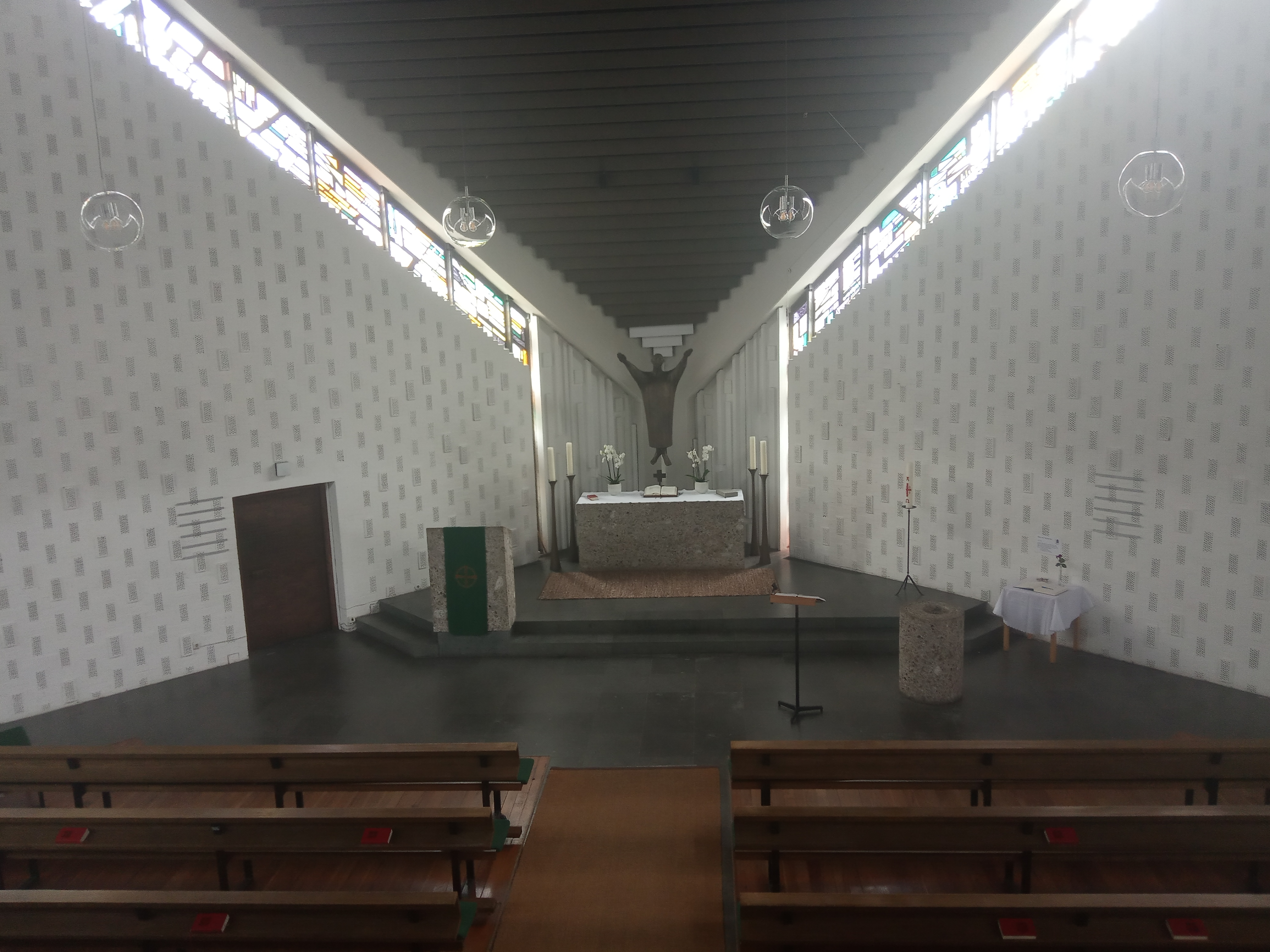
Johanneskirche (Friedrichsgabe) Altarraum

Die Johanneskirche ist eine evangelisch-lutherische Kirche in Friedrichsgabe – seit 1970 ein Stadtteil Norderstedts. Die Kirche liegt an der Bahnhofstraße in der Mitte des alten Zentrums in der Nähe der Schule und des alten Friedrichsgaber Rathauses. Das Bauwerk entstand nach Plänen des Hamburger Architekten Heinz Graaf. Die Kirche galt als Beispiel für moderne Dorfkirchen in Industriegemeinden. Die Grundsteinlegung erfolgte am 6. September 1964, am 3. April 1966 wurde sie eingeweiht.
Es handelt sich um einen typischen Stahlbetonbau der Zeit mit Ziegelsteinverblendung, der von Kupferplatten gedeckt ist. Der Grundriss der Kirche ist ein Quadrat, der Altar ist in einer Raumecke angeordnet, gegenüber dem Eingang. Darauf steht sie als Zeltkirche mit vier dreieckigen Giebelwänden. Der 30,5 Meter hohe Turm ist mit der Kirche durch eine Pergola verbunden.
Ausgestaltende Künstler waren Pit von Frihling (Eingangstür, Dachbekrönung, Kirchturmhahn), Gerhard Hausmann (Fensterbänder) sowie Karl Heinz Engelin (Altarraum mit Christusfigur, Taufstein, Kanzel und Altar mit freistehenden Leuchtern).

## Orgel
Die 1971 eingeweihte Orgel auf der Empore über dem Eingang stammt vom Orgelbauer Alfred Führer. Sie verfügt über 20 Register, die sich auf zwei Manuale und Pedal verteilen. Das Instrument besitzt mechanische Schleifladen und Registerzüge und hat eine ungleichschwebende Stimmung nach Johann Georg Neidhardt „für eine große Stadt“ (a' = 440).
| I Hauptwerk C– |                 |     |
| 1.             | Quintade        | 16′ |
| 2.             | Prinzipal       | 8′  |
| 3.             | Rohrflöte       | 8′  |
| 4.             | Oktave          | 4′  |
| 5.             | Waldflöte       | 2′  |
| 6.             | Sesquialtera II |     |
| 7.             | Mixtur IV       |     |
| 8.             | Trompete        | 8′  |
|                | Tremulant       |     |

| II Rückpositiv C– |             |    |
| 9.                | Gedackt     | 8′ |
| 10.               | Rohrflöte   | 4′ |
| 11.               | Prinzipal   | 2′ |
| 12.               | Sifflöte    | 1′ |
| 13.               | Scharff III |    |
| 14.               | Krummhorn   | 8′ |
|                   | Tremulant   |    |

| Pedal C– |            |     |
| 15.      | Subbass    | 16′ |
| 16.      | Oktave     | 8′  |
| 17.      | Flöte      | 4′  |
| 18.      | Nachthorn  | 2′  |
| 19.      | Mixtur III |     |
| 20.      | Fagott     | 16′ |

- Koppeln: II/I, I/P, II/P

## Glocken
Im Turm der Johanneskirche befindet sich das einzige Glockengeläut in Friedrichsgabe. Alle Glocken hängen in einem eisernen Glockenstuhl.
| Nr. | Gussjahr | Gießer                      | Masse (kg) | Ø (mm) | Schlagton | Spruch (Römer 12,12)          | Motiv                               |
| --- | -------- | --------------------------- | ---------- | ------ | --------- | ----------------------------- | ----------------------------------- |
| 1   | 1965     | Gebrüder Bachert, Heilbronn | 792        | 1.121  | fis'      | SEID FRÖHLICH IN DER HOFFNUNG | Kreuz und Strahlenkreuz             |
| 2   | 1965     | Gebrüder Bachert, Heilbronn | 537        | 998    | gis'      | GEDULDIG IN TRÜBSAL           | Kreuzigungsgruppe                   |
| 3   | 1965     | Gebrüder Bachert, Heilbronn | 317        | 833    | h'        | HALTET AN AM GEBET            | Betende Hände nebst Alpha und Omega |